# Charlotte Free
 (mai 2012).
Si vous disposez d'ouvrages ou d'articles de référence ou si vous connaissez des sites web de qualité traitant du thème abordé ici, merci de compléter l'article en donnant les références utiles à sa vérifiabilité et en les liant à la section « Notes et références ».
Charlotte Free est un mannequin américain né le 22 juin 1993 à Los Angeles.

## Biographie
Repérée en 2010, elle signe avec l'agence IMG Models un an plus tard.
En février 2011, elle défile pour Marchesa (en), Richard Chai (en), Jeremy Scott, Topshop, Vivienne Westwood et Charlotte Ronson (en).
Elle pose pour les magazines de mode Bullet, Harper's Bazaar[réf. nécessaire], Dazed & Confused, Dossier Journal[réf. nécessaire], V Man[réf. nécessaire], ou encore pour les marques Uniqlo, EDUN (en), Ermanno by Ermanno Scervino et Forever 21. 
Elle apparaît également en couverture de Glamour, i-D, Wonderland et Flare (en).
En avril 2012, elle est le nouveau visage de Maybelline,,,,.
En 2013, elle pose pour la marque française Eleven Paris.
La même année, elle supporte Terry Richardson, accusé d'abus sexuel par de nombreuses modèles de l'industrie, dans un post Tumblr. Elle les accuse d'être des "stupid bitches" pour s'être subjuguées à la coercion sexuelle de ce dernier. Il semblerait que l'interdiction de ce dernier de travailler pour des magazines aussi prestigieux que Vogue aura un effet délétère sur sa carrière également.[pertinence contestée]